# Greenville (Liberia)
Greenville, zwane również Sinoe – miasto w południowej Liberii. stolica hrabstwa Sinoe. Według danych na rok 2008 liczy 16 434 mieszkańców